# منیژه باختری
منیژه باختری سیاستمدار، نویسنده و روزنامه‌نگار افغان است. وی سفیر پیشین افغانستان در کشورهای شمال اروپا بود. باختری پیش از این به عنوان رئیس ستاد وزارت امور خارجه افغانستان و به عنوان استاد پاره وقت در دانشگاه کابل خدمت می‌کرد.

## تحصیلات
باختری دارای لیسانس. بی. ای در روزنامه‌نگاری و کارشناسی ارشد رشته زبان و ادبیات فارسی از دانشگاه کابل است در سال ۲۰۰۲، به عنوان مدرس دانشکدهٔ روزنامه‌نگاری در دانشگاه کابل مشغول شد.
باختری قبل از پست‌های دیپلماتیک خود، با مرکز همکاری افغانستان (CCA) که یک سازمان غیردولتی است همکاری می‌کرد. او نویسندهٔ دو کتاب روزنامه‌نگاری است: دنیای جالب اخبار و اخلاق و حقوق در روزنامه‌نگاری، که هم‌اکنون به عنوان کتاب درسی در دانشکده روزنامه‌نگاری دانشگاه کابل مورد استفاده قرار می‌گیرد.
او نویسنده «آنگبین نیشخند و شرنگ نوشخند» کتابی در مورد تاریخ معاصر افغانستان در ژانر طنز است. او مجموعه‌ای از داستان‌ها با عنوان سه فرشته را نیز منتشر کرده‌است که چالش‌های زنان افغان را برجسته می‌کند. وی سردبیر مجلۀ پرنیان (مجلهٔ سه‌ماههٔ فرهنگی و ادبیات) بود.

## زندگی شخصی
منیژه باختری دختر استاد واصف باختری شاعر شهیر افغانستان است.
وی با ناصر هوتکی، ورزش‌کار و استاد تکواندوی پومسه و مجری ورزش ازدواج کرده‌است. آنها چهار فرزند به نام‌های مریم، مصطفی، نوشین و پرنیان دارند.

## بن‌مایه
- همکاری‌کنندگان ویکی‌پدیا، «Manizha Bakhtari»، ویکی‌پدیای انگلیسی، دانشنامهٔ آزاد (بازیابی ۱۱ تیر ۱۳۹۹).